# Erminio Dones
Erminio Dones, italijanski veslač, * 14. april 1897,  † 25. april 1945.
Dones je za Italijo nastopil na Poletnih olimpijskih igrah 1920 v Antwerpnu, kjer je v dvojnem dvojcu s soveslačem Pietrom Annonijem osvojil srebrno medaljo.